# KLZ (Hörfunksender)
KLZ („The Source“) ist ein US-amerikanischer Hörfunksender aus Denver, Colorado. Es ist die älteste Radiostation im Bundesstaat Colorado. Sie gehört der Firma Crawford Broadcasting.
KLZ sendet ein Talkradio-Format, eine Mischung aus lokalen Themen und Übernahmen von Syndicaten, wie die konservative Laura Ingraham Show und die Dana Show. KPFA sendet auf Mittelwelle 560 kHz mit 5 kW.